# Потайчук, Андрей Александрович
Андрей Александрович Потайчук (род. 18 августа 1970, Темиртау, Карагандинская область) — советский и российский хоккеист, нападающий; тренер.

## Биография
Начинал карьеру в клубе второй лиги «Строитель» Темиртау (1985/86 — 1987/88). В сезонах 1987/88 — 1993/94 играл за московские «Крылья Советов». в сезоне 1992/93 на правах аренды играл в ЦСКА на Кубке Шпенглера. Выступал в чемпионате Чехии за «Спарту» Прага (1994/95 — 1996/97) и чемпионате Финляндии за ХПК (1997/98), «Эссят» (1997/98 — 1999/2000) и «Кярпят» (2000/01 — 2002/03). Вернувшись в Россию, играл за «Химик» Воскресенск (2003/04 — 2004/05), «Химик» Мытищи (2005/06), «Металлург» Новокузнецк (2006/07), «Дмитров» (2006/07, 2007/08) и «Крылья Советов» (2007/08).
Работал тренером в командах «Спартак» Москва (2010, 2017/18), «Атлант» Мытищи (2010/11), СКА (2012/13), «Динамо» Пардубице (2015/16), «Нефтехимик» (2016/17), «Карловы Вары» (2016/17).
В сезоне 2013/14 — генеральный менеджер «Югры», со 2 февраля 2015 до конца сезона — и. о. главного тренера. В сезоне 2015/16, до 28 сентября — главный тренер «Сарыарки». С 2018 года по 2019 год — главный тренер «Крыльев Советов».
В сезоне 2020/21 — генеральный менеджер «Химика». 3 июня 2021 года стал ассистентом главного тренера в московском «Спартаке», а 11 января 2022 года расторг контракт с клубом по обоюдному согласию сторон.

## Достижения
- Бронзовые медали юношеского чемпионата Европы 1988
- Серебряные медали молодёжного чемпионата мира 1990
- Бронзовые медали чемпионата СССР (1991)
- Бронзовые медали чемпионата России (1993)
- Бронзовые медали чемпионата Чехии (1996, 1997)
- Победитель турнира на призы газеты «Известия» (1994)